# Sommaing
Sommaing é uma comuna francesa na região administrativa de Altos da França, no departamento do Norte. Estende-se por uma área de 3.6 km². Em 2010 a comuna tinha 410 habitantes (densidade: 113,9 hab./km²).